# تورلایف کریستوفرشن
تورلایف کریستوفرشن (انگلیسی: Thorleif Christoffersen; ۲۹ اوت ۱۹۰۰ – ۱ ژانویهٔ ۱۹۷۵) قایقران قایق بادبانی اهل نروژ بود.